# چرم‌خوران علیا
چرم‌خوران بالا یکی از روستاهای استان آذربایجان شرقی است که در دهستان عباس غربی بخش تیکمه‌داش شهرستان بستان‌آباد واقع شده‌است.
این روستا ۱۰ خانوار الی ۲۰۶ نفر جمعیت دارد.